# Шедяково
Шедяково — деревня в Великолукском районе Псковской области России. Входит в состав сельского поселения «Лычёвская волость».
Расположена в центре района, к юго-востоку от Великих Лук.

## Население
Численность населения по оценке на 2000 год составляла 47 жителей, на 2010 год — 43 жителя.